# Samuel Bendahan
Pour les articles homonymes, voir Bendahan.
Samuel Bendahan, né le 11 juin 1980 à Lausanne (originaire de Seengen), est une personnalité politique suisse, membre du parti socialiste.
Il est député du canton de Vaud au Conseil national depuis 2017.

## Biographie
Samuel Bendahan grandit aux alentours de Morges. Sa mère est d'origine argovienne, de confession protestante, et son père est originaire du Maroc, de confession juive.
À l'adolescence, il intègre le gymnase à Lausanne. Il commence le théâtre à 17 ans et fait de l’improvisation pendant plus de dix ans.
Il commence en 1999 ses études en économie à l'Université de Lausanne et obtient une licence ès sciences économiques, puis un doctorat ès sciences économiques management, comportements organisationnels en 2009. Depuis septembre 2007, il y est maître d'enseignement et de recherche.
D'août 2010 à mars 2011, il devient également chercheur à l'IMD, puis invité à l'Institut européen d'administration des affaires d'avril 2011 à décembre 2012. Il donne également des cours au collège des Humanités de l’École polytechnique fédérale de Lausanne depuis août 2010.
Par ailleurs, il est président et cofondateur de l'association BSC à Lausanne, qui développe ou soutient des projets culturels, académiques ou politiques sans but lucratif, depuis juin 2011 et président de l'association Lire et écrire de la section de Lausanne depuis octobre 2013. Il est également membre de l’association Microcrédit Solidaire Suisse depuis juin 2013. En juillet 2014, il intègre le conseil d'administration de la Banque cantonale neuchâteloise et le comité de la Caisse de retraite du personnel de la banque,.

## Parcours politique
Après avoir hésité entre différents partis politiques, il finit par choisir les socialistes, parce qu’en militant sur les marchés notamment il y rencontrerait de « vrais gens ». En 2011, il est élu au Conseil communal de Lausanne, mais il n'y reste qu'une seule année en raison de son élection en 2012 au Grand Conseil du canton de Vaud.
En 2015, il se porte candidat au Conseil national, mais n'est pas élu. Néanmoins, le 21 mai 2017, à la suite de l'élection de la conseillère nationale Cesla Amarelle au Conseil d'État du canton de Vaud, il la remplace au Conseil national, étant le premier des viennent-ensuite. Il annonce immédiatement sa volonté de démissionner du Grand Conseil vaudois, en raison du non-cumul des mandats. Il est assermenté le 15 juin 2017. Il est réélu au Conseil national en octobre 2019 et octobre 2023.
Il est élu à la coprésidence du groupe socialiste aux côtés de Samira Marti le 1er septembre 2023, en remplacement du démissionnaire Roger Nordmann.